# (1528) Conrada
(1528) Conrada – planetoida z grupy pasa głównego asteroid okrążająca Słońce w ciągu 3 lat i 276 dni w średniej odległości 2,42 au. Została odkryta 10 lutego 1940 roku w Landessternwarte Heidelberg-Königstuhl w Heidelbergu przez Karla Reinmutha. Nazwa planetoidy pochodzi od Fritza Conrada, admirała Kriegsmarine w czasie II wojny światowej. Przed nadaniem nazwy planetoida nosiła oznaczenie tymczasowe (1528) 1940 CA.